# 채드 파워
채드 파워(Chad Power, 1984년 1월 30일 ~ )는 미국의 배우, 영화배우, 텔레비전 배우이다.
벤투라군에서 태어났다.

## 영화
- 닌자 키드 3 (1995년)
- 베일 속의 카이로 (1993년)
- 닌자 키드 (1992년)
- SOS 해상 구조대 (1989년)